# Ruta Estatal de California 261
La Ruta Estatal de California 261, abreviada SR 261 (en inglés: California State Route 261) es una carretera estatal estadounidense ubicada en el estado de California. La carretera inicia en el Norte desde la avenida Walnut en Irvine en sentido Sur hasta finalizar en la SR 241     en Orange. La carretera tiene una longitud de 9,8 km (6,12 mi).

## Mantenimiento
Al igual que las autopistas interestatales, y las rutas federales y el resto de carreteras estatales, la Ruta Estatal de California 261 es administrada y mantenida por el Departamento de Transporte de California (Caltrans, por sus siglas en inglés).